# Île Tchirpoï
L'île Tchirpoï (en russe : остров Чирпой) est une petite île volcanique inhabitée de Russie faisant partie des îles Kouriles. 

## Géographie
Située entre Ouroup au sud-ouest et Simouchir au nord-est l'île est baignée par la mer d'Okhotsk et est voisine de l'île Brat Tchirpoïev située immédiatement au sud-ouest avec laquelle elle fait partie des îles des Frères Noirs.